# Kroatië op de Olympische Spelen
Kroatië is een van de landen die deelneemt aan de Olympische Spelen. Kroatië debuteerde op de Winterspelen van 1992. In datzelfde jaar kwam het voor het eerst uit op de Zomerspelen.
In 2022 nam Kroatië voor de negende keer deel aan de Winterspelen, in 2024 voor de negende keer aan de Zomerspelen. Het is een van de 44 landen die zowel op de Zomer- als de Winterspelen een medaille haalde. Er werden in totaal 59 medailles (20-21-18) gewonnen.

## Medailles en deelnames

### Overzicht
De tabel geeft een overzicht van de jaren waarin werd deelgenomen, het aantal gewonnen medailles en de eventuele plaats in het medailleklassement.
| Zomerspelen | Zomerspelen | Zomerspelen | Zomerspelen | Zomerspelen | Zomerspelen |        | Winterspelen | Winterspelen | Winterspelen | Winterspelen | Winterspelen | Winterspelen |
| Jaar        | Goud        | Zilver      | Brons       | Totaal      | Rang        | Jaar   | Goud         | Zilver       | Brons        | Totaal       | Rang         |              |
| 1992        | 0           | 1           | 2           | 3           | 44          | 1992   | 0            | 0            | 0            | 0            | -            |              |
| 1996        | 1           | 1           | 0           | 2           | 45          | 1994   | 0            | 0            | 0            | 0            | -            |              |
| 2000        | 1           | 0           | 1           | 2           | 49          | 1998   | 0            | 0            | 0            | 0            | -            |              |
| 2004        | 1           | 2           | 2           | 5           | 44          | 2002   | 3            | 1            | 0            | 4            | 12           |              |
| 2008        | 0           | 2           | 3           | 5           | 56          | 2006   | 1            | 2            | 0            | 3            | 16           |              |
| 2012        | 3           | 1           | 2           | 6           | 25          | 2010   | 0            | 2            | 1            | 3            | 21           |              |
| 2016        | 5           | 3           | 2           | 10          | 17          | 2014   | 0            | 1            | 0            | 1            | 25           |              |
| 2020        | 3           | 3           | 2           | 8           | 26          | 2018   | 0            | 0            | 0            | 0            | -            |              |
| 2024        | 2           | 2           | 3           | 7           | 30          | 2022   | 0            | 0            | 0            | 0            | -            |              |
| Totaal      | 16          | 15          | 17          | 48          |             | Totaal | 4            | 6            | 1            | 11           |              |              |
| Tot. Z+W    | 20          | 21          | 18          | 59          |             |        |              |              |              |              |              |              |

### Winterspelen
Elf medailles werden op de Winterspelen behaald, waarvan tien in het alpineskiën. Op de spelen van 2002 en 2006 won Janica Kostelić vier gouden en twee zilveren medailles, haar broer Ivica Kostelić voegde daar in 2006, 2010 en 2014 nog vier zilveren aan toe. In de biatlon veroverde Jakov Fak op de 10 kilometer de enige bronzen medaille.
| Jaar | Sport       | Olympiër        | Onderdeel        | Medaille |
| ---- | ----------- | --------------- | ---------------- | -------- |
| 2002 | Alpineskiën | Janica Kostelić | combinatie (v)   | Goud     |
| 2002 | Alpineskiën | Janica Kostelić | reuzenslalom (v) | Goud     |
| 2002 | Alpineskiën | Janica Kostelić | slalom (v)       | Goud     |
| 2002 | Alpineskiën | Janica Kostelić | super-g (v)      | Zilver   |
| 2006 | Alpineskiën | Janica Kostelić | combinatie (v)   | Goud     |
| 2006 | Alpineskiën | Janica Kostelić | super-g (v)      | Zilver   |
| 2006 | Alpineskiën | Ivica Kostelić  | combinatie (m)   | Zilver   |
| 2010 | Alpineskiën | Ivica Kostelić  | combinatie (m)   | Zilver   |
| 2010 | Alpineskiën | Ivica Kostelić  | slalom (m)       | Zilver   |
| 2010 | Biatlon     | Jakov Fak       | 10 km (m)        | Brons    |
| 2014 | Alpineskiën | Ivica Kostelić  | combinatie (m)   | Zilver   |

### Zomerspelen
De 33 medailles op de Zomerspelen werden in dertien sportdisciplines behaald. Het handbalmannenteam won 1996 en 2004 goud en in 2012 brons, Venio Losert was de enige die in elke selectie was opgenomen, Slavko Goluža en Valter Matošević maakten beide deel uit van de selectie in 1996 en 2004. Ivano Balić, Blaženko Lacković en Igor Vori maakten deel uit van de selecties in 2004 en 2012. De waterpoloërs Damir Burić, Andro Bušlje, Maro Joković, Josip Pavić en Sandro Sukno maakten in 2012 en 2016 deel uit van de olympisch team dat respectievelijk goud en zilver won. Ook meervoudig medaillewinnaar met ieder twee medailles zijn de atleten Blanka Vlašić, Sandra Perković, gewichtheffer Nikolai Pesjalov, de roeiers Nikša Skelin, Siniša Skelin, Damir Martin, Martin Sinković, Valent Sinković en de tennisser Goran Ivanišević.
| Jaar | Sport         | Olympiër | Onderdeel                      | Medaille |
| ---- | ------------- | --- | ------------------------------ | -------- |
| 1992 | Basketbal     | Olympisch team | mannen                         | Zilver   |
| 1992 | Tennis        | Goran Ivanišević | enkelspel (m)                  | Brons    |
| 1992 | Tennis        | Goran Ivanišević Goran Prpić | dubbelspel (m)                 | Brons    |
| 1996 | Handbal       | Olympisch team | mannen                         | Goud     |
| 1996 | Waterpolo     | Olympisch team | mannen                         | Zilver   |
| 2000 | Gewichtheffen | Nikolai Pesjalov | vedergewicht (-62 kg) (m)      | Goud     |
| 2000 | Roeien        | Igor Boraska Krešimir Čuljak Igor Francetić Tihomir Franković Nikša Skelin Siniša Skelin Tomislav Smoljanović Branimir Vujević Silvijo Petriško (stuurman) | acht (m)                       | Brons    |
| 2004 | Gewichtheffen | Nikolai Pesjalov | lichtgewicht (-69 kg) (m)      | Zilver   |
| 2004 | Handbal       | Olympisch team | mannen                         | Goud     |
| 2004 | Roeien        | Nikša Skelin Siniša Skelin | twee-zonder-stuurman (m)       | Zilver   |
| 2004 | Tennis        | Mario Ančić Ivan Ljubičić | dubbelspel (m)                 | Brons    |
| 2004 | Zwemmen       | Duje Draganja | 50 m vrije slag (m)            | Zilver   |
| 2008 | Atletiek      | Blanka Vlašić | hoogspringen (v)               | Zilver   |
| 2008 | Gymnastiek    | Filip Ude | paardvoltige (m)               | Zilver   |
| 2008 | Schietsport   | Snježana Pejčić | 10 m luchtgeweer (v)           | Brons    |
| 2008 | Taekwondo     | Martina Zubčić | lichtgewicht (- 57 kg) (v)     | Brons    |
| 2008 | Taekwondo     | Sandra Šarić | middengewicht (-67 kg) (v)     | Brons    |
| 2012 | Atletiek      | Sandra Perković | discuswerpen (v)               | Goud     |
| 2012 | Handbal       | Olympisch team | mannen                         | Brons    |
| 2012 | Roeien        | Damir Martin David Šain Martin Sinković Valent Sinković | dubbel-4 (m)                   | Zilver   |
| 2012 | Schietsport   | Giovanni Cernogoraz | trap (m)                       | Goud     |
| 2012 | Taekwondo     | Lucija Zaninović | tot 49 kg (v)                  | Brons    |
| 2012 | Waterpolo     | Olympisch team | mannen                         | Goud     |
| 2016 | Atletiek      | Sandra Perković | discuswerpen (v)               | Goud     |
| 2016 | Atletiek      | Sara Kolak | speerwerpen (v)                | Goud     |
| 2016 | Atletiek      | Blanka Vlašić | hoogspringen (v)               | Brons    |
| 2016 | Boksen        | Filip Hrgović | superzwaargewicht (+91 kg) (m) | Brons    |
| 2016 | Roeien        | Martin Sinković Valent Sinković | dubbel-twee (m)                | Goud     |
| 2016 | Roeien        | Damir Martin | skiff (m)                      | Zilver   |
| 2016 | Schietsport   | Josip Glasnović | trap (m)                       | Goud     |
| 2016 | Waterpolo     | Olympisch team | mannen                         | Zilver   |
| 2016 | Zeilen        | Šime Fantela Igor Marenić | 470 (m)                        | Goud     |
| 2016 | Zeilen        | Tonči Stipanović | Laser (m)                      | Zilver   |

Afghanistan · Albanië · Algerije · Amerikaans-Samoa · Amerikaanse Maagdeneilanden · Andorra · Angola · Antigua en Barbuda · Argentinië · Armenië · Aruba · Australië · Azerbeidzjan · Bahama's · Bahrein · Bangladesh · Barbados · België · Belize · Benin · Bermuda · Bhutan · Bolivia · Bosnië en Herzegovina · Botswana · Brazilië · Britse Maagdeneilanden · Brunei · Bulgarije · Burkina Faso · Burundi · Cambodja · Canada · Centraal-Afrikaanse Republiek · Chili · China · Chinees Taipei · Colombia · Comoren · Congo-Brazzaville · Congo-Kinshasa · Cookeilanden · Costa Rica · Cuba · Cyprus · Denemarken · Djibouti · Dominica · Dominicaanse Republiek · Duitsland · Ecuador · Egypte · El Salvador · Equatoriaal-Guinea · Eritrea · Estland · Ethiopië · Fiji · Filipijnen · Finland · Frankrijk · Gabon · Gambia · Georgië · Ghana · Grenada · Griekenland · Groot-Brittannië · Guam · Guatemala · Guinee · Guinee-Bissau · Guyana · Haïti · Honduras · Hongarije · Hongkong · Ierland · IJsland · India · Indonesië · Irak · Iran · Israël · Italië · Ivoorkust · Jamaica · Japan · Jemen · Jordanië · Kaaimaneilanden · Kaapverdië · Kameroen · Kazachstan · Kenia · Kirgizië · Kiribati · Koeweit · Kosovo · Kroatië · Laos · Lesotho · Letland · Libanon · Liberia · Libië · Liechtenstein · Litouwen · Luxemburg · Madagaskar · Malawi · Malediven · Maleisië · Mali · Malta · Marokko · Marshalleilanden · Mauritanië · Mauritius · Mexico · Micronesië · Moldavië · Monaco · Mongolië · Montenegro · Mozambique · Myanmar · Namibië · Nauru · Nederland · Nepal · Nicaragua · Nieuw-Zeeland · Niger · Nigeria · Noord-Korea · Noord-Macedonië · Noorwegen · Oeganda · Oekraïne · Oezbekistan · Oman · Oost-Timor · Oostenrijk · Pakistan · Palau · Palestina · Panama · Papoea-Nieuw-Guinea · Paraguay · Peru · Polen · Portugal · Puerto Rico · Qatar · Roemenië · Rusland · Rwanda · Saint Kitts en Nevis · Saint Lucia · Saint Vincent en de Grenadines · Salomonseilanden · Samoa · San Marino · Saoedi-Arabië · Sao Tomé en Principe · Senegal · Servië · Seychellen · Sierra Leone · Singapore · Slovenië · Slowakije · Somalië · Spanje · Sri Lanka · Soedan · Suriname · Swaziland · Syrië · Tadzjikistan · Tanzania · Thailand · Togo · Tonga · Trinidad en Tobago · Tsjaad · Tsjechië · Tunesië · Turkije · Turkmenistan · Tuvalu · Uruguay · Vanuatu · Venezuela · Verenigde Arabische Emiraten · Verenigde Staten · Vietnam · Wit-Rusland · Zambia · Zimbabwe · Zuid-Afrika · Zuid-Korea · Zuid-Soedan · Zweden · Zwitserland
Historische landen: Bohemen · Bondsrepubliek Duitsland · Brits-Indië · Duitse Democratische Republiek · Joegoslavië · Malaya · Nederlandse Antillen · Noord-Borneo · Noord-Jemen · Saarland · Servië en Montenegro · Sovjet-Unie · Tsjecho-Slowakije · West-Indische Federatie · Zuid-Jemen
Bijzondere deelnames: Onafhankelijke olympische atleten · Vluchtelingenteam 
 Australazië · Duits Eenheidsteam · Gemengd team · Gezamenlijk Team